# First Vienna FC 1894 (féminines)
Cet article concerne la section football féminin du club. Pour la section masculine, voir First Vienna FC 1894.
Maillots
Actualités
Le First Vienna Football-Club 1894, plus couramment appelé First Vienna FC, est un club autrichien de football féminin fondé en 1990 et basé dans l'arrondissement de Döbling à Vienne.

## Histoire

### Les débuts
En 1990, le First Vienna FC 1894 (fondé en 1894) crée une section féminine qui débute directement en première division. Lors de la première saison, l'équipe termine à l'avant-dernière place et ne se maintient que grâce au retrait d'autres équipes.
La saison suivante le club termine à la 5e place, puis en 1991-1992, la quatrième place est le meilleur résultat obtenu par les joueuses du quartier de Döbling. Mais la saison suivante, le club est relégué en deuxième division. Il retrouve la première division en 1995, mais après la saison 1995-1996, bien qu'ayant réussi à se maintenir, le club décide de se désengager et continue en deuxième division.
En 1997, la section féminine du First Vienna FC est dissoute. Toute l'équipe est reprise par le FC Hellas Kagran, un autre club de Vienne. Sous ce nom, le club évolue de 1999 à 2004 en première division et il est lui aussi dissous en 2014.

### Refondation
En 2011, le First Vienna FC 1894 relance le football féminin, d'abord au niveau des jeunes. En 2012, une nouvelle équipe première débute en quatrième division et est promue en fin de saison 2012-2013, puis en 2017-2018, elle est promue en deuxième division.
Lors de la saison 2019-2020 de deuxième division, le First Vienna FC se retrouve à la première place quand le championnat est arrêté à cause de la pandémie de Covid-19. Comme il n'y a pas de promotion, le club doit attendre la saison suivante (2020-2021) pour obtenir sa promotion en première division, malgré une saison également interrompue par la crise sanitaire. Le club termine 4ème de la première division en 2021-2022.

## Palmarès
- Championnat d'Autriche féminin de football
  - Vice-champion (1) :  2024